# Kleine Kapel van Onze-Lieve-Vrouw ter Duinen
De Kleine Kapel van Onze-Lieve-Vrouw ter Duinen is een kapel in de stad Duinkerke, gelegen aan het Place Petite Chapelle, in het Franse Noorderdepartement.

## Geschiedenis

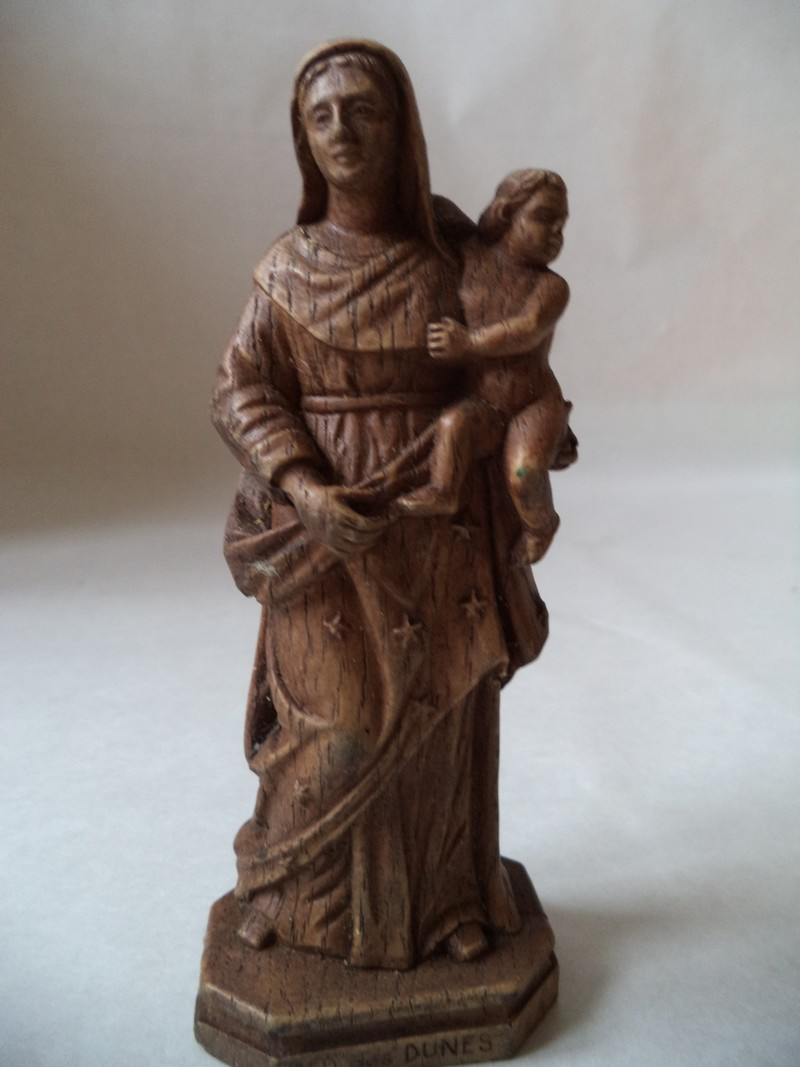
Het genadebeeld

Van oorsprong was deze kapel een bedevaartplaats voor zeelieden. In 1403 werd door werklieden die de stadsomwalling herstelden, een houten Mariabeeldje in het zand gevonden, waarnaast een bron ontsprong. Ook dit Mariabeeld keerde steeds weer terug naar de plaats waar het gevonden werd, zodat aldaar, in 1406, een kapel werd gebouwd.
Tijdens de Franse Revolutie werd de kapel als munitieopslagplaats gebruikt en ontplofte. Van 1816-1818 werd een nieuwe kapel gebouwd, in neoclassicistische stijl, waarin de geschiedenis van het beeldje in zes glas-in-loodramen (van 1953) wordt verhaald. Onder meer keizer Karel V en Lodewijk XIV van Frankrijk kwamen hier op bezoek. Er zijn allerlei ex voto's in de kapel te vinden.